# Sabinianus
Sabinianus, född i närheten av Viterbo, Toscana, var påve från den 13 september 604 till sin död, 22 februari 606.

## Biografi
Sabinianus föddes i Blera utanför Viterbo och var son till en man vid namn Bonus. Hans födelsedatum är okänt. År 593 sändes han av påve Gregorius den store som apostolisk nuntie (apocrisiarius) till Konstantinopel, men det verkar som hans hantering av uppdraget inte motsvarat Gregorius förväntningar. Han ansågs inte slug nog åt härskarna i Bysantinska riket. Han återkom till Rom år 597, och valdes senare att efterträda Gregorius efter dennes död. Den kejserliga bekräftelsen på hans utnämning dröjde några månader och han konsekrerades inte förrän den 13 september.
Hans pontifikat präglades av svårigheter som rädslan för langobarderna och svält. När faran från langobarderna lagt sig öppnade han kyrkans sädförråd och sålde det åt folket till priset av en solidius för 30 hackor. Då han inte lät folket få säden gratis eller till lägre pris, växte det fram legender om att hans företrädare på påvestolen hade straffat honom för girighet.
Enligt traditionell uppfattning återinförde han de reguljära prästerna i prästerskapet, till skillnad från Gregorius som fyllt många platser med präster från klosterordnar. Han är begravd i Peterskyrkan.